# Falkia repens
Falkia repens är en vindeväxtart som beskrevs av Carl von Linné d.y.. Falkia repens ingår i släktet Falkia och familjen vindeväxter. Inga underarter finns listade i Catalogue of Life.